# Penalty (ijshockey)
Een penalty is een straf in het ijshockey. Hoewel ijshockey een sterk lichamelijke sport is, is niet alles toegelaten. Als een speler over de schreef gaat en de regels overtreedt, krijgt hij een penalty van de scheidsrechter. De statistiek met betrekking tot een penalty, is de PIM, de penalty in minutes. Een bestrafte speler neemt plaats op de strafbank of moet vertrekken van de baan.
Er zijn 6 straffen die een speler kan krijgen, namelijk een minor, een double-minor, major, misconduct, game misconduct en een match penalty. Hiervan zijn 3 straffen teamstraffen. Bij een minor moet de speler twee minuten naar de strafbank, bij een double minor vier minuten en bij een major vijf minuten. De tegenstander heeft dan een powerplay. Deze powerplay komt tot een einde, wanneer de straftijd erop zit, of als er gescoord wordt (bij een double-minor vervalt dan een deel van de straf. Stel, met nog 2:30 te gaan wordt er gescoord, dan vervallen de resterende 30 seconden van de eerste minor. Stel, er wordt gescoord met nog 1:15 te gaan dan vervalt het laatste deel van de straf). Als er 2 spelers op de strafbank zitten (m.u.v. een major) dan mag de speler die de kortst resterende straftijd heeft terug op het ijs. Als het eerste deel van een double minor de kortst reterende straftijd heeft, blijven beide spelers op de strafbank. Statistisch tellen alle straffen voor de volle lengte, ook al is de volle straf niet uitgezeten. Een major penalty kan pas eindigen als de tijd erop zit. Een major penalty is in bepaalde gevallen een automatische game misconduct voor de speler onder IIHF-reglementen. Dit wordt informeel een 5 and a game genoemd. Als deze extra straf volgt moet een andere speler de major penalty uitzitten. Als een doelverdediger een minor fout maakt, moet een medespeler naar de strafbank, in plaats van de goalie. Er zijn ook 3 individuele straffen, deze zijn meer gericht op een speler in zijn eentje straffen en leiden niet tot een overtalsituatie. De lichtste individuele straf is een misconduct. Als deze straf gegeven wordt, moet de speler voor 10 minuten naar de strafbank, maar er mag wel direct een vervanger op het ijs komen, tenzij deze straf bovenop een teamstraf volgt, dan volgt er gedurende die straftijd wel een powerplay voor het andere team. De zwaardere vorm is een game misconduct, de speler wordt dan verwijderd uit de wedstrijd en mag niet meer terugkomen en gaat dus niet in de strafbank zitten. Deze straf kan ook als toevoeging op een major penalty komen, in dat geval gaat er een andere speler natuurlijk wel de strafbank in. De zwaarste straf is een match penalty. Dit doet hetzelfde als een game misconduct, de overtreder mag naar de kleedkamer, maar er volgt ook een extra teamstraf van 5 minuten die een teamgenoot moet uitzitten. Deze straf doet dus in de praktijk hetzelfde als een major met een game misconduct en wordt alleen gegeven als een speler doelbewust een speler blesseert. Statistisch tellen in de NHL alle individuele straffen voor 10 minuten, bij de IIHF tellen de 3 straffen van licht naar hoog voor 10, 20 en 25 minuten.
Een minor penalty wordt veruit het meest gegeven. Een speler krijgt dit, als hij een lichte overtreding maakt, zonder intentie tot een blessure. Een double minor wordt gegeven als een overtreding bloed veroorzaakt, maar de overtreding niet bedoeld was om de tegenstander te blesseren. In dat geval wordt de major penalty gebruikt, bijvoorbeeld voor vechten. Een coach kan ook een minor penalty krijgen, als hij bijvoorbeeld te veel spelers op het ijs heeft. In dat geval moet er een speler die op dat moment op het ijs stond naar de strafbank. Zulke straffen heten bench minors, omdat er niet een speler voor de overtreding zorgt.
Als een speler doorgebroken is, of een duidelijke open kans heeft, maar hierbij zodanig gehinderd wordt, kan de scheidsrechter ook een penalty shot opleggen. Hierbij volgt ongeacht de uitkomst geen extra tijdstraf bij. Het is het best te vergelijken met een strafschop. In o.a. de NHL kan de scheidsrechter ook een automatisch doelpunt toekennen. Dit gebeurt bijvoorbeeld als een speler gehinderd wordt op weg naar een leeg doel. Het is immers aannemelijk dat de puck dan vrij eenvoudig in het net gelegd had kunnen worden. Ook kan dit opgelegd worden in sommige competities wanneer de goalie of iemand anders bewust het goal verplaatst, al dan niet in de slotfase. In competities waar dit geen regel is zullen deze soort overtredingen slechts leiden tot een penalty shot. 2 penalty shots achter elkaar krijgen is een zeer zeldzaam voorval, maar het is mogelijk, als bijvoorbeeld eerder genoemde overtredingen achter elkaar gebeuren. Als de eerste poging gemist wordt mag de tweede poging genomen worden.

## Alfabetische lijst van penalty's
Nu volgt op alfabetische volgorde straffen die voorkomen in een ijshockeywedstrijd. Alleen als de overtreding was bedoeld om de tegenstander met opzet te verwonden, wordt een major penalty uitgeroepen over de speler.
Abuse of OfficialsHet beledigen van een of meer scheidsrechters. Het is zeer gebruikelijk om hiervoor een major penalty of een (game) misconduct te geven.
Attempt to injureMeestal wordt deze straf niet gegeven, maar wordt een andere straf aangedikt met een grotere minutenstraf. Die extra minuten vallen eigenlijk onder deze straf.
BoardingHet gewelddadig duwen van de tegenstander tegen de boarding terwijl de speler met z'n gezicht naar de boarding staat.
Butt-ending(Proberen te) porren van de tegenstander met de achterzijde van de stick.
ChargingHet nemen van drie of meer stappen, of een sprong, voordat de tegenstander gecheckt wordt
Checking form behindHet duwen van een tegenstander in zijn rug, zodat hij de duw niet aan kon zien komen.
illegal equipmentBijvoorbeeld een stick van de tegenstander gebruiken nadat deze is gevallen, een gebroken stick gebruiken.
Checking to the head areaHet direct checken van de tegenstander tegen het hoofd.
ClippingHet checken van een tegenstander onder zijn knieën. Een van de grofste overtredingen in het spel, aangezien het slachtoffer meestal geblesseerd zal raken.
Cross-checkingHet duwen van de tegenstander met de stick in beide handen.
Delaying the gameSpelbederf, bijvoorbeeld het met opzet wegduwen van het doel of de puck met opzet over de boarding schieten, of andere vormen van tijdrekken, bijvoorbeeld het vasthouden van de puck door de goalie zonder direct gevaar. In de NHL en onder IIHF-reglementen is een aangevochten beslissing zonder succes ook een overtreding, waar de eerste keer een minor en daarna een double-minor voor gegeven wordt die een willekeurige speler dient uit te zitten.
DivingHet duiken om een fout uit te lokken, een schwalbe
ElbowingHet geven van een elleboogstoot
FightingHet geven van meerdere slagen aan de tegenstander als de handschoenen zijn uitgetrokken. In de NHL automatisch een major ((game) misconducts zijn uiteraard ook mogelijk).
FisticuffsVuistgevecht, groffer dan Fighting. Hier wordt vaak 20 minuten voor gegeven, maar de straf op zich komt nooit tot zelden voor.
HandpassHet illegaal overpassen van de puck met de hand.
High stickingHet houden van de stick boven de schouders in een mogelijk gevaarlijk situatie. Bij contact en eventueel bloed vaak een double-minor.
HookingDe stick als haak gebruiken om de tegenstander af te laten remmen.
HoldingHet vasthouden van een tegenstander.
Holding the stickHet vasthouden van de stick van de tegenstander.
InstigatingHet uitlokken van een gevecht. Straf wordt zelden toegekend.
InterferenceHet tegenhouden van een tegenstander als hij de puck niet heeft, obstructie.
KickingSchoppen van de tegenstander. Bij bedoeling van verwonding volgt een match penalty, zo niet een major penalty met een game misconduct.
KneeingHet ongeoorloofd aanvallen van de tegenstander met de knie.
RoughingTe ruig lichamelijk contact aangaan. Wordt vaak gegeven wanneer een speler een gevecht wil aangaan met een tegenstander maar deze niet reageert.
Secundary AltercationZeldzame straf, maar staat gelijk aan een secundaire woordenwisseling. Als 2 gestrafte spelers in de strafbank tegen elkaar gaan schelden, of nog voordat ze in de strafbank zitten nog gaan vechten, volgt er een game misconduct.
SlashingHet slaan van een tegenstander met de stick.
Slew FootingTripping met behulp van de voeten. Wordt meestal gewoon onder tripping gestraft.
SpearingHet spiezen van een speler met de stick.
Starting the wrong line-upZeldzame straf. Als de line-up fout is, of er doet een speler mee die niet geregistreerd staat voor die wedstrijd, wordt er een minor-penalty toegekend. (Waarschijnlijk, vanwege de zeldzaamheid nooit zeker geweest welke straf het precies moest zijn).
Too many men on the iceTe veel man op het ijs van een team. Deze straf komt vooral voort uit het constante wisselen van spelers; een speler stapt van het ijs terwijl zijn vervanger het ijs betreedt. Wanneer de uitgaande speler deelneemt aan het spel terwijl zijn vervanger tevens op het ijs staat, of het te lang duurt voordat de uitgaande speler van het ijs af is, volgt deze straf. Deze straf wordt uitgezeten door een willekeurige speler die de coach normaliter aanwijst.
TrippingHet laten struikelen van een tegenstander met de stick.
Unsportsmanlike conductOnsportief gedrag vertonen als een schwalbe of een te felle discussie voeren met de scheidsrechter, als je geen aanvoerder of alternate bent.